# Neorgyia javensis
Neorgyia javensis är en fjärilsart som beskrevs av Collenette 1949. Neorgyia javensis ingår i släktet Neorgyia och familjen tofsspinnare. Inga underarter finns listade i Catalogue of Life.